# Notidobia demelti
Notidobia demelti is een schietmot uit de familie Sericostomatidae. De soort komt voor in het Palearctisch gebied.